# Melitaea sibina
Melitaea sibina är en fjärilsart som beskrevs av Alphéraky 1882. Melitaea sibina ingår i släktet Melitaea och familjen praktfjärilar. Inga underarter finns listade i Catalogue of Life.